# Tantely Randrianiaina
Tantely Antoine Randrianiaina (ur. 13 lutego 1989 w Antananarywie) – madagaskarski piłkarz grający na pozycji prawego obrońcy. Od 2021 jest zawodnikiem klubu Disciples FC.

## Kariera klubowa
Swoją karierę piłkarską Randrianiaina rozpoczął w klubie AS Adema. W 2011 roku zadebiutował w jego barwach w pierwszej lidze madagaskarskiej. W 2012 roku wywalczył z nim mistrzostwo, a w 2014 roku wicemistrzostwo Madagaskaru. W 2017 roku odszedł do CNaPS Sport, w którym grał do 2020. W sezonach 2017 i 2018 dwukrotnie został z nim mistrzem kraju. W 2021 trafił najpierw do CS-DFC, a następnie do Disciples FC.

## Kariera reprezentacyjna
W reprezentacji Madagaskaru Randrianiaina zadebiutował 30 maja 2015 roku w wygranym 2:1 meczu COSAFA Cup 2015 z Botswaną, rozegranym w Moruleng.